# Mercury-Atlas 6
Mercury-Atlas 6 est la première mission spatiale habitée au cours de laquelle un astronaute américain effectue un vol orbital. John Glenn décolle le 20 février 1962 dans sa capsule Friendship 7, qui est placée en orbite autour de la Terre par une fusée Atlas LV-3B tirée depuis la base de lancement de Cap Canaveral. L'astronaute boucle trois tours de la Terre avant d'amerrir dans l'océan Atlantique nord un peu moins de cinq heures après avoir décollé.
Mercury-Atlas 6 est la troisième mission spatiale américaine emportant un équipage, les deux précédentes étant des (simples) vols suborbitaux. La mission fait partie du programme Mercury développé par l'agence spatiale américaine, la NASA. Elle se déroule sans incident notable. Bien que Glenn ait été précédé dans l'espace par deux cosmonautes soviétiques (Gagarine et Titov), sa mission, qui met en œuvre pour la première fois le lanceur Atlas constitue une réussite significative des Etats-Unis dans la course à l'espace qui oppose ce pays à l'Union soviétique depuis la mise en orbite du satellite artificiel Spoutnik.

## Contexte
Le programme Mercury est le premier programme spatial américain consacré au lancement d'hommes dans l'espace. Débutant en 1958, quelques mois seulement après la création de l'agence spatiale américaine NASA (National Aeronautics and Space Administration), le programme s'achève en 1963. Les objectifs du programme sont de placer un homme en orbite autour de la Terre, d'étudier les effets de l'impesanteur sur l'organisme humain et de mettre au point un système de récupération fiable du véhicule spatial et de son équipage. Le programme se déroule dans le cadre d'une compétition intense que se livrent les Etats-Unis et l'Union soviétique pour démontrer leur supériorité technologique et, à travers celle-ci, la supériorité de leurs régimes respectifs.
Faute de disposer d'un lanceur suffisamment puissant, les deux premières missions avec équipage du programme Mercury sont de simples vols suborbitaux. Alan Shepard dans le cadre de la mission Mercury-Redstone 3 (5 mai 1961) et Virgil Grissom pour la mission Mercury-Redstone 4 (21 juillet 1961) effectuent un vol parabolique à bord de leurs capsules propulsées par une fusée Mercury-Redstone, sans se placer en orbite terrestre. Fin 1961, le lanceur Atlas, qui est beaucoup plus puissant que la fusée Mercury-Redstone et qui a donc la capacité de placer la capsule Mercury en orbite, est enfin prêt. La première mission emportant un américain en orbite peut avoir lieu. À l'automne 1961 l'astronaute qui aura l'honneur de réaliser cette première est annoncé avec la première promotion d'astronautes par Robert Gilruth, directeur du centre des vols habités : John Glenn est sélectionné et Scott Carpenter est le remplaçant en cas de défaillance de Glenn (maladie, notamment). Les deux astronautes ayant précédé Glenn avaient nommé leurs capsules respectivement Freedom 7 et Liberty Bell 7 références patriotiques et démonstration de la solidarité entre les sept astronautes. Glenn demande à ses deux enfants de choisir le nom de sa capsule. Ceux-ci choisissent Friendship 7 (amitié), message universel, au-delà du rappel de la fraternité entre astronautes.

## Déroulement de la mission
Le vol, prévu initialement le 20 décembre 1961, est repoussé à de nombreuses reprises pour des raisons météorologiques ou techniques. Pour cette première spatiale, la NASA, qui à l'époque a une faible expérience des vols habités, préfère procéder de manière prudente d'autant plus que le lanceur Atlas a été victime de défaillances à deux reprises lors de ses cinq derniers lancements. Pour le neuvième essai de lancement de la mission, qui a lieu le 15 février, Glenn séjourne durant cinq heures trente dans sa capsule fixée au sommet d'une fusée remplie d'une centaine de tonnes de kérosène et d'oxygène liquide ; il renonce une fois de plus à cause de tempêtes en cours dans la zone d'amerrissage de son vaisseau. Le lancement a finalement lieu le 20 février à 9 h 47 heure locale (14 h 47 TU). Il est suivi en direct par des millions d'Américains,. John Glenn ne souffre pas du tout de l'impesanteur. Il effectue les observations visuelles de la Terre, inscrites au programme de la mission. À un moment il observe par le hublot un phénomène étrange de « lucioles ». L'astronaute Carpenter trouvera au cours d'un vol suivant l'explication du phénomène ; il s'agissait de particules d'ergol congelées sortant des moteurs d'orientation. Au cours de la première orbite, la salle de contrôle qui suit les paramètres de fonctionnement du vaisseau à travers les télémesures transmises automatiquement par celui-ci, reçoit un signal indiquant que les fixations maintenant le bouclier thermique contre la capsule sont déverrouillées : seules les sangles solidarisant les rétrofusées au vaisseau maintiennent encore le bouclier thermique. Les rétrofusées doivent être larguées avant la rentrée atmosphérique. Or si le bouclier thermique est perdu avant la rentrée atmosphérique, le vaisseau ainsi que Glenn seront incinérés par la chaleur durant celle-ci. Les contrôleurs, après avoir consulté Maxime Faget et d'autres spécialistes, demandent à Glenn de ne pas larguer le container après l'utilisation des rétrofusées en espérant que les sangles maintiendront le bouclier avant que la pression aérodynamique ne prenne le relais pour plaquer celui-ci contre le vaisseau. Glenn interroge les contrôleurs sur les raisons de cette procédure imprévue, reçoit une explication vague car les responsables de la mission préfèrent ne pas le perturber en l'informant du risque qu'il court (cette approche sera modifiée pour les missions suivantes et les contrôleurs informeront systématiquement les équipages des problèmes détectés sans les dissimuler, même en cas de risque grave). Le vaisseau plonge dans l'atmosphère après avoir réduit sa vitesse à l'aide des rétrofusées au moment où il survole Hawaï. La partie arrière du vaisseau est bientôt portée à incandescence lorsque celui-ci pénètre dans les couches plus denses de l'atmosphère. Glenn aperçoit à travers son hublot les sangles qui retenaient les rétrofusées avant que celles-ci ne soient arrachées. Des morceaux des rétrofusées, qui atteignent parfois plusieurs dizaines de centimètres, sont progressivement arrachés et passent devant ses yeux. La dislocation des rétrofusées entraine des chocs au niveau du bouclier thermique auquel Glenn est adossé et l'astronaute se demande si celui-ci n'est pas endommagé. Les forces de gravité culminent à 8 g avant de s'atténuer. Finalement après une période de silence radio due à l'ionisation de l'air autour de la capsule, Glenn contacte le contrôle au sol et rassure les contrôleurs. Le vaisseau aborde la dernière phase de son vol. Le parachute rouge et blanc se déploie et la capsule amerrit à environ 1 000 kilomètres de sa base de lancement près de l'île de Grand Turk dans l'archipel des Bahamas. C'est un amerrissage de précision car il se situe seulement à quelques kilomètres d'un bâtiment de la flotte chargé de sa récupération. Les investigations menées après le vol, démontrent que le bouclier thermique n'était en fait pas déverrouillé. Avec cette mission, les principaux objectifs du programme Mercury sont remplis,.

Après 4 heures et 56 minutes de vol, la capsule est rentrée dans l'atmosphère et est récupérée dans l'océan Atlantique par le destroyer USS Noa.

## Galerie

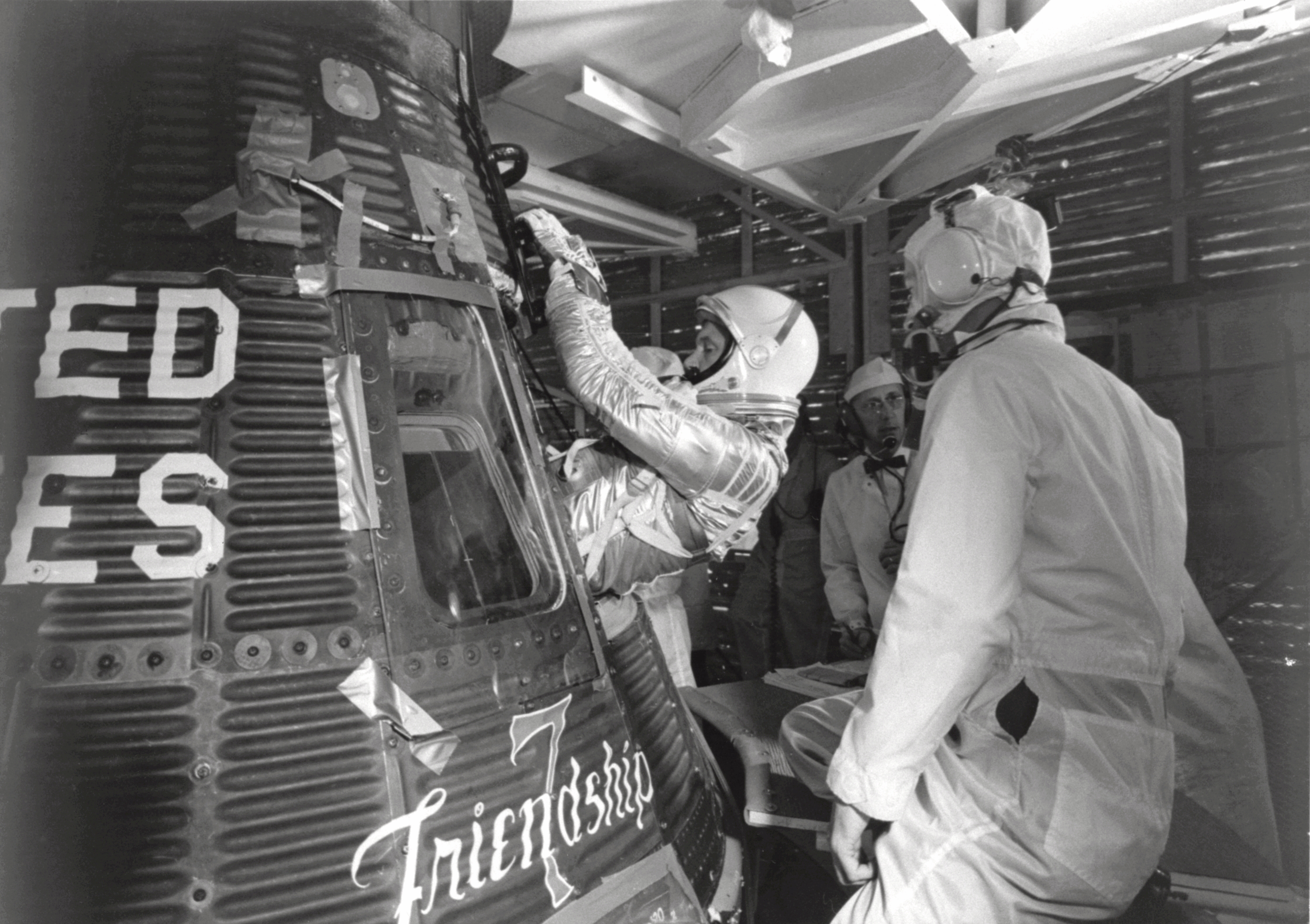
John Glenn entrant dans le vaisseau Friendship 7.
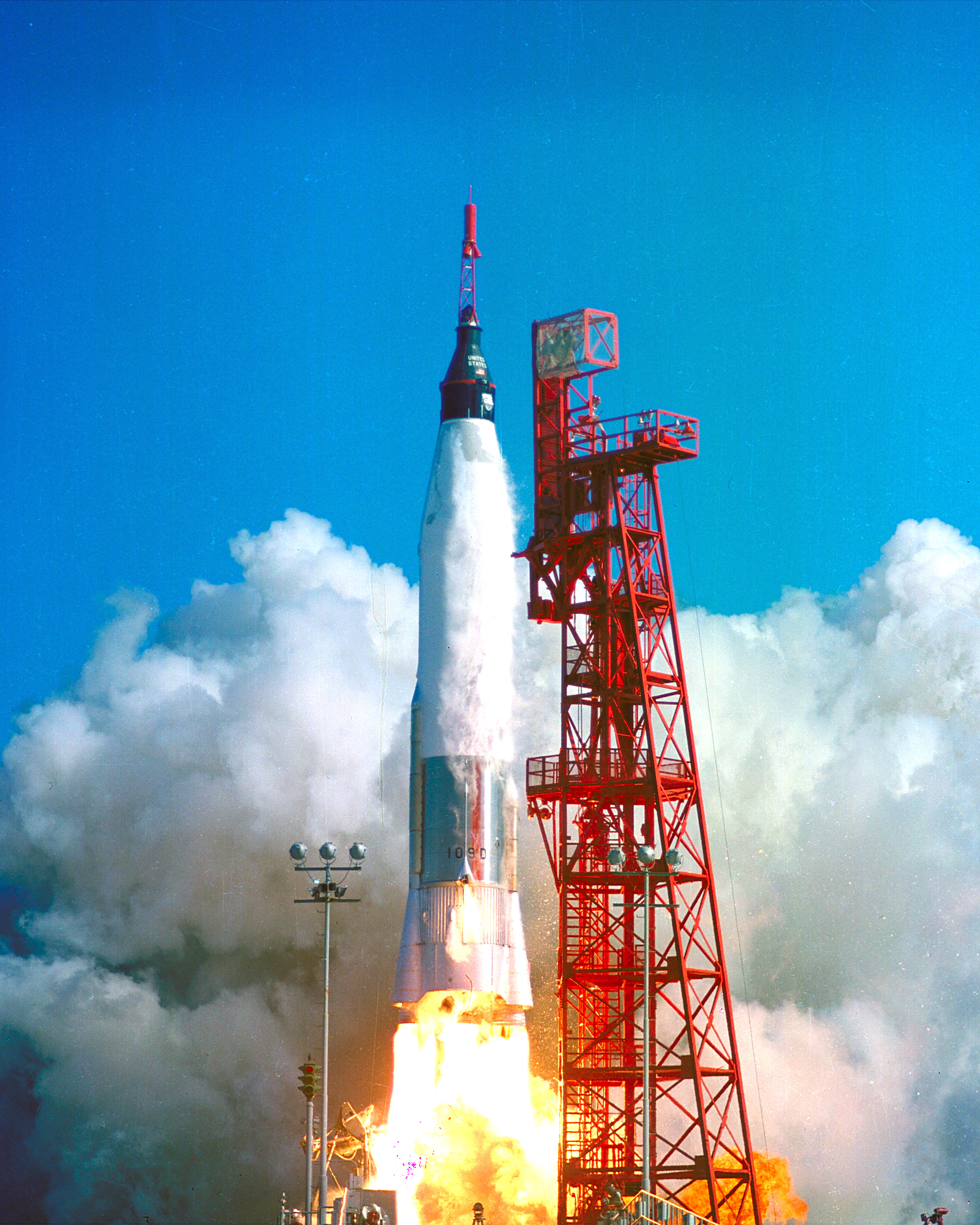
Le lancement de la capsule Friendship 7.
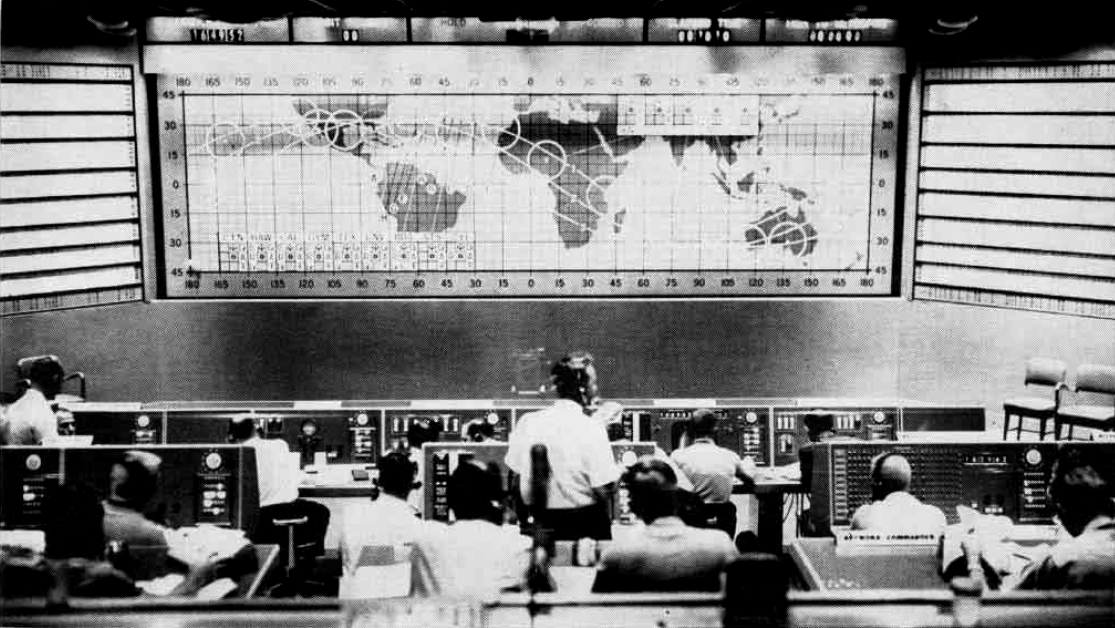
Le centre de contrôle pendant la mission Mercury-Atlas 6.
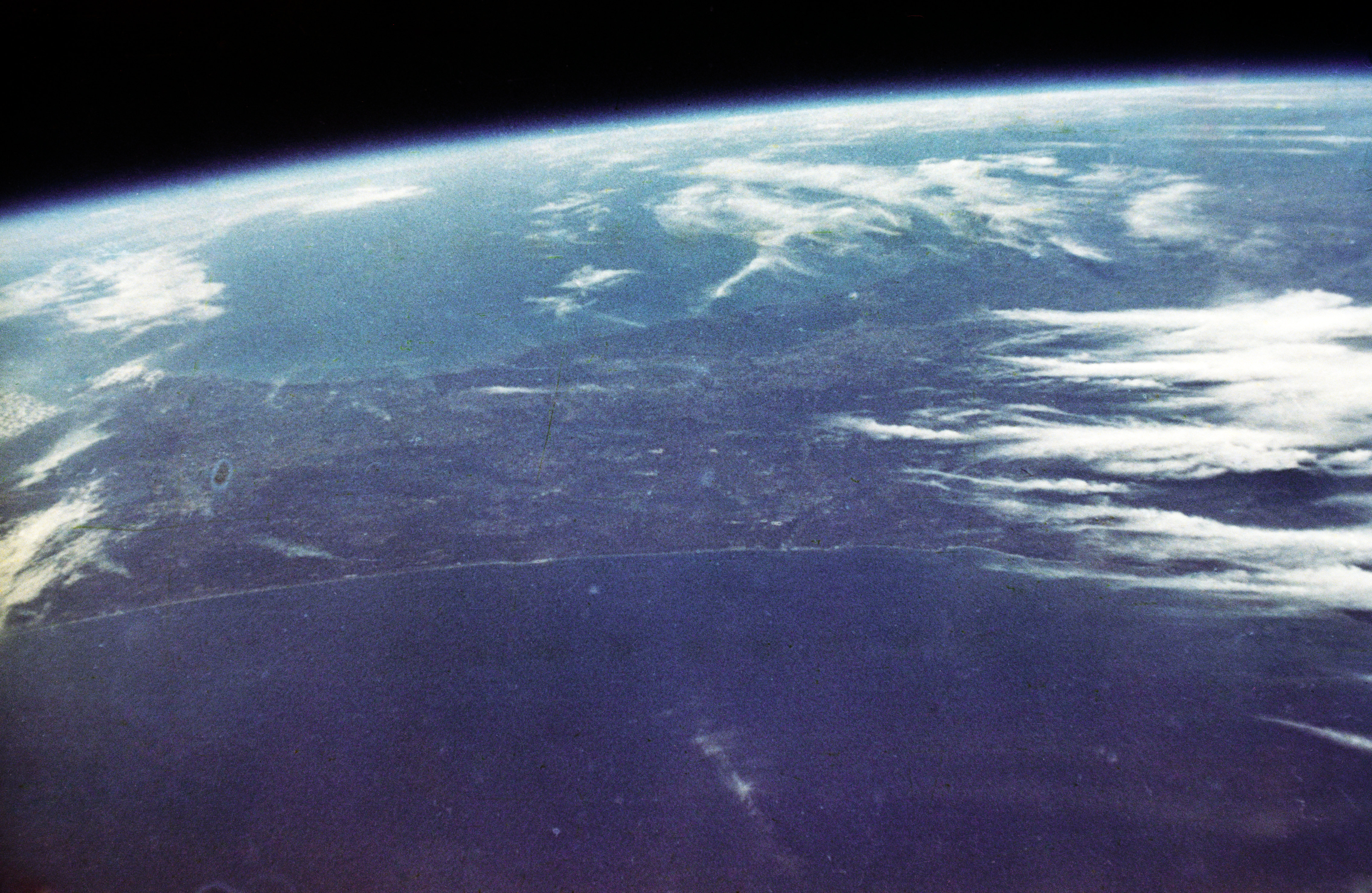
Une photo prise par John Glenn durant la mission.